# テレビ埼玉

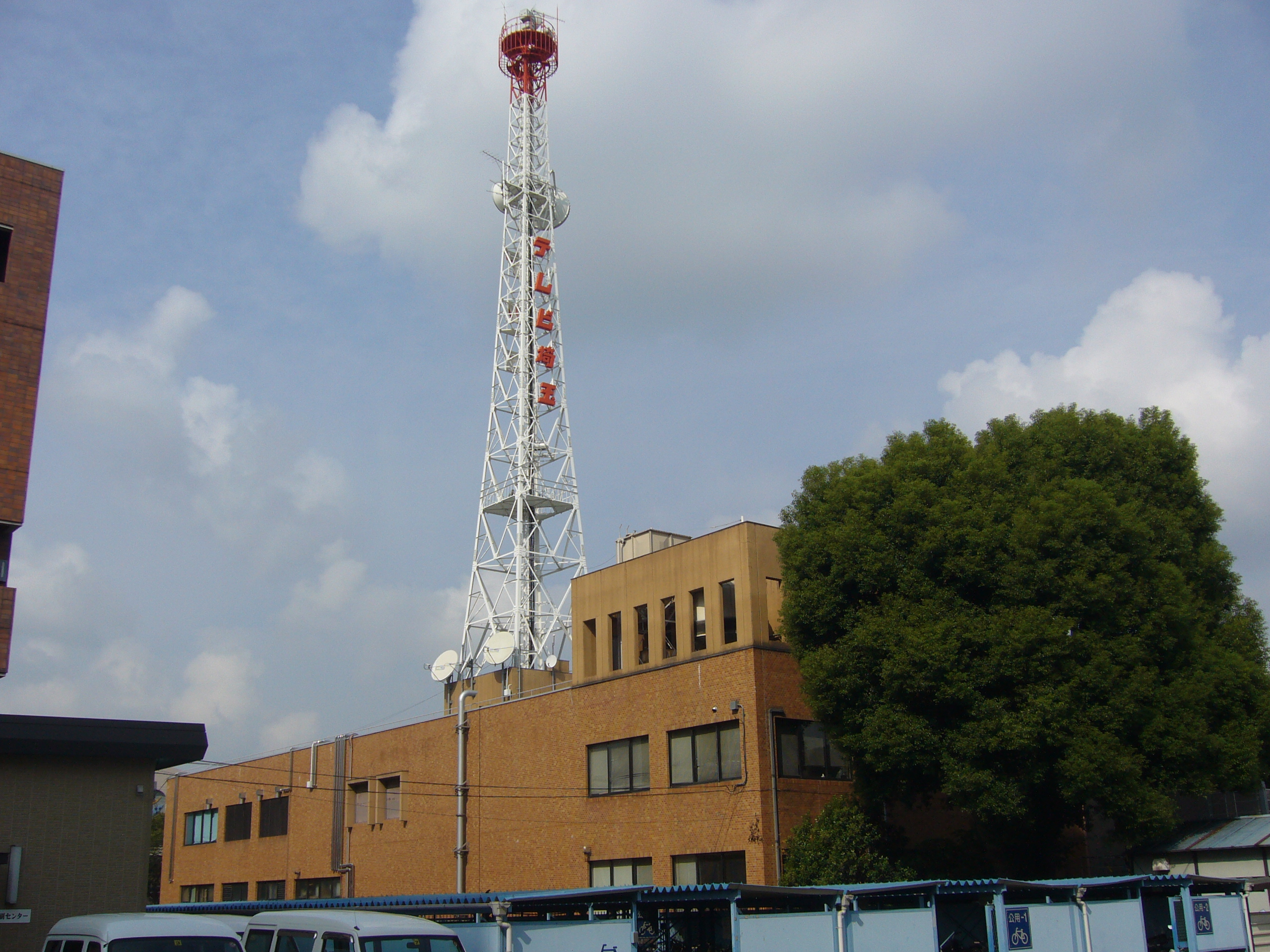
テレビ埼玉本社の鉄塔

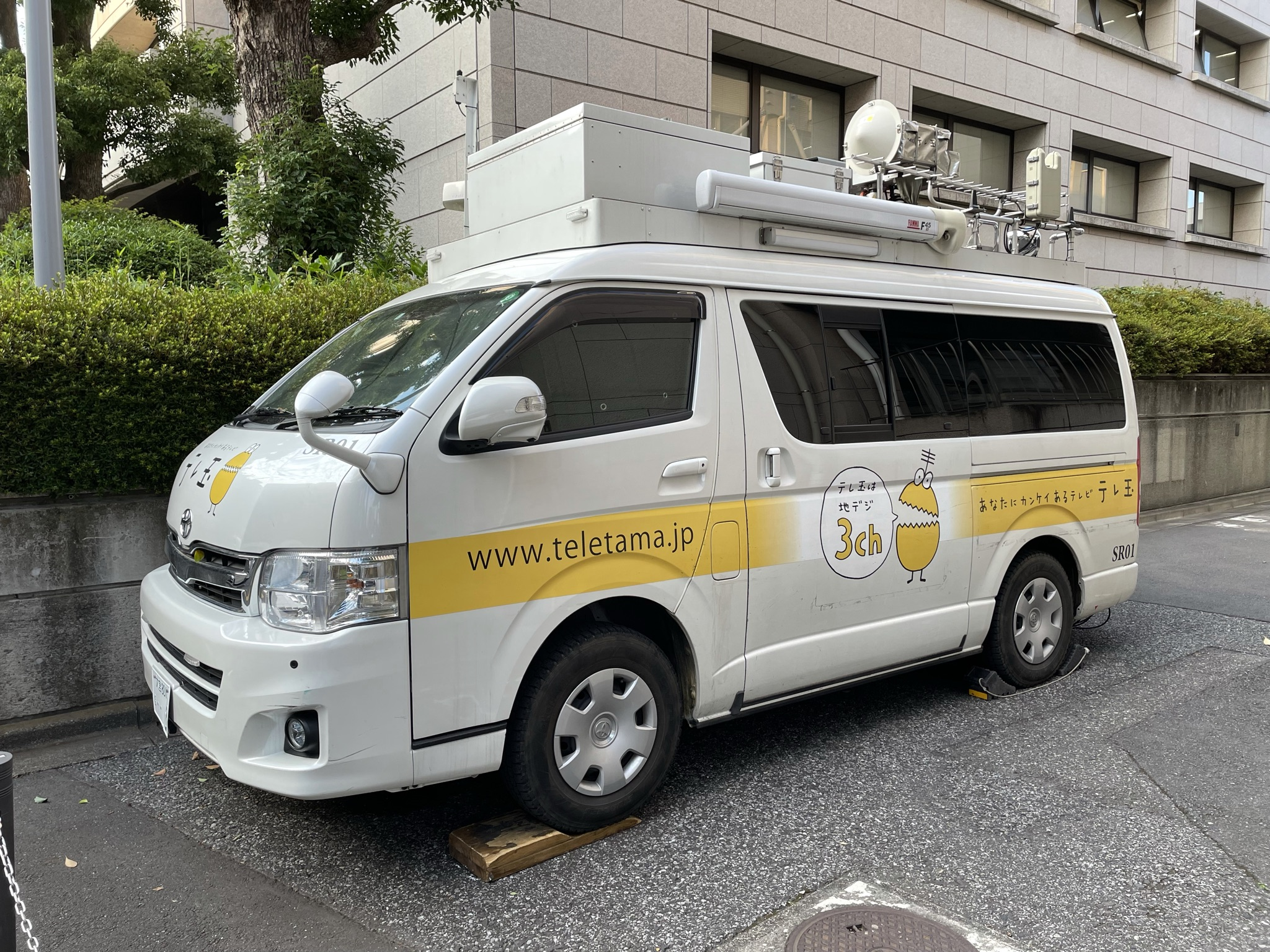
テレビ埼玉の中継車

株式会社テレビ埼玉（テレビさいたま、英: Television Saitama Co., Ltd.）は、埼玉県を放送対象地域としたテレビジョン放送事業を行っている、特定地上基幹放送事業者である。
略称はTVSであるが、正式社名同様、使われる機会が少なくなり、現在は愛称のテレ玉が定着している。コールサインはJOUS-DTV、コールネームは テレビさいたまデジタルテレビジョン。リモコンキーIDは「3」。全国独立放送協議会の幹事社を担当する。

## 概説

### 局略歴
本社は、埼玉県さいたま市浦和区常盤六丁目36番4号にある。送信所はさいたま市桜区にあるほか、14の中継局がある（ピーク時は16局）。愛称は「テレ玉」（てれたま、2006年4月1日 - ）、「テレ埼」（てれさい、- 2006年3月31日）である。主要株主は埼玉県庁、さいたま市、太平洋セメント、西武鉄道など地元の自治体・主要企業、および、日本テレビ放送網（日テレホールディングス傘下）、読売新聞、朝日新聞、東京新聞（中日新聞社）などが挙げられる。
2001年4月1日よりステレオ放送（音声多重放送）を開始。設備更新は1999年完了の予定だったが、デジタル化を視野に入れることによって計画が延びた。
受信可能地域は埼玉県のほぼ全域、東京都（東京23区・多摩地域の大半）、千葉県（東葛地域・葛南地域・千葉市・印旛地域・内房地域）、神奈川県（川崎市全域・横浜市北部・相模原市）、茨城県（県西地域・県南地域）、栃木県南部、群馬県南部、山梨県、長野県の一部地域。2006年7月からはケーブルテレビを通じて、一部の受信不可能地域でも視聴できるようになった。ただし、ひかりTVとスカパー!プレミアムサービス光・フレッツ・テレビについては、県外区域外再放送への同意をまだ得ていない（2017年8月時点）ため、視聴することができない。これは、TOKYO MX・tvk・チバテレも同様である。
2006年4月から独立放送局ではチバテレ、岐阜放送、三重テレビと合わせてワンセグをスタートさせた。同時にCIを一新。愛称を「テレ玉」に、キャッチフレーズを「あなたにカンケイあるテレビ」とした。なお、関連会社のテレビ埼玉プランニングでは2006年3月までのロゴデザインが継続使用されている。局のシンボルキャラクターも従来の「ゆめちゃん」、「元気くん」から玉子をモチーフにしたキャラとなった。このキャラクターの名称は、同年6月1日から7月末まで一般募集を行い、「たまごろー」に決定した。 ところが決定当初では頻繁に使われていたものの時間の経過と共に徐々に使用頻度が落ち、2008年10月から「テレ玉くん」に名称変更された。この名称は一般募集ではない。変更の理由について、同社は『「テレ玉」の呼称を広めるため』と説明している。他にもテレ玉くんの友達として、みず玉ちゃん、うず玉くん、ガリ玉くん、ご先祖たま、でか玉さんがいる。
またテレビ埼玉時代の1990年代後半にもキャッチフレーズとして「おっ!やってるねテレビ埼玉」というものがありシンボルキャラクターとして男の子の「おっくん」というキャラクターが存在した。

## 事業所
本社・演奏所
- さいたま市浦和区常盤六丁目36番4号

支社
- 東京支社：東京都中央区銀座8丁目9番16号 長崎センタービル8階

## 番組の特徴
2023年（令和5年）4月1日時点で、放送開始時刻は平日が4:40、土曜日と日曜日が4:25である。また放送終了時刻は月曜日が26:14（2:14）、火・水曜日が26:19（2:19）、木曜日が26:09（2:09）、金曜日が26:24（2:24）、土曜日が26:00（2:00）、日曜日が25:49（1:49）である。なお『高校野球ダイジェスト』を放送する場合は、時間が変更される。また、オリンピックやサッカーFIFAワールドカップ中継など、国際スポーツイベントを深夜帯に放送する場合は、大幅に変更される。
埼玉西武ライオンズ・浦和レッズ・大宮アルディージャなど地元スポーツチーム関連の番組制作に力を入れている。
長年西武ドーム（年度によっては西武ドーム以外での西武主催ゲームも）での西武対他パリーグ球団、セ・パ交流戦を『ライオンズアワー』として放送している。2019年まで、西武のロードゲーム戦（他球団主催による西武ドーム以外での試合）や、西武以外の試合（東京ドームでの北海道日本ハムファイターズ主催試合など）の時には『ヒットナイター』という番組名で放送していた。『ライオンズアワー』は1987年から2004年までは、プロ野球中継放送では極めて稀な解説者無しの実況のみという放送体制で、2005年からは元西武の辻発彦他数名が解説者として就いた（辻は2006年までと2012年 - 2013年、2023年より）。一方東京ケーブルネットワークとの提携による日本ハム戦を中心とした『ヒットナイター』では宇田東植・嶋田信敏らが解説者として出演していた。2007年以降は西武OBの大友進と松沼雅之が解説を担当している。実況は主に同局OBの上野晃、元文化放送の坂信一郎の両アナウンサーが担当している。かつてTBSがライオンズをバックスポンサードしていた時期は『ライオンズアワー』をTBS関連会社・TBSビジョンが制作協力し、TBSのスポーツ担当アナウンサーが実況を行ったこともあった。2008年5月23日放送の『ライオンズアワー』はセ・パ交流戦での対巨人戦で、テレ玉以外に関東圏の地上波テレビ局では中継せず、巨人戦の地上波テレビ独占中継となった。また2011年6月1日の対巨人戦も放送し、テレ玉では3年ぶりに対巨人戦を中継した。
夏には高校野球埼玉大会の県営大宮公園球場で開催される試合を生中継している。その模様および他球場の試合については21時台に『高校野球ダイジェスト』として放送される。実況は主に上野晃、矢野吉彦各アナウンサーが担当している。
ローカルニュースや天気予報、埼玉県庁や県内各市役所による広報番組、県内のビジネス情報を伝える経済番組、公営競技（オートレースや競馬・競輪・競艇）中継といったコンテンツも多い。また、埼玉県知事や県議会の選挙が行われる時には特別番組を組んで開票速報を流す他、国政選挙の時にも埼玉県内の各選挙区の開票速報をする。定期的に県知事の定例会見を生中継（編成上により録画中継もあり）する。県議会中継は関東圏の独立放送局の中で唯一していなかったが、2014年から放送を開始した。
天気予報（お天気マップ）の番組で使用されているBGMは、埼玉県との関係が深いピアニストの村松健が作曲したものである。特徴的なピアノソロの演奏も村松によるものである。
バラエティ番組では2014年から千鳥の関東初冠番組として『いろはに千鳥』を放送開始。1回で8本撮りという撮影スケジュールの過酷さから全国ネットの番組でもネタにされるなど人気を博し、全国各地で放送されるようになった。また、当番組の成功を受け、関東地方の独立局では吉本興業所属タレントによる冠番組が次々と制作されるようになった。
関連会社に、テレビ埼玉クリエイティブがある関係で、特に演歌・歌謡曲関係の音楽番組が多い。大晦日にはBS日テレ・フジテレビNEXT・ニッポン放送などの大手メディアと共同で、『NHK紅白歌合戦』と同時間帯に『ももいろ歌合戦』を生放送している。また、近年では元日に放送されている『埼玉政財界人チャリティ歌謡祭』がネット実況で賑わいを見せるなど人気を博しており、番組のハッシュタグがTwitterトレンドの1位を獲得した実績もある。
1989年の昭和天皇崩御の際は日本民間放送連盟の取決めに則り崩御関連番組を編成することとなったが、自前での番組制作は不可能なため、オブザーバー加盟していた日本テレビ系列（NNS）の放送をテレビ神奈川・千葉テレビ放送・群馬テレビと同様にほぼフルネットで対応した。
2006年2月14日午後11時30分 - 2月15日午前7時30分にかけて放送されたTBS系列で放送のトリノオリンピック中継 や、同年7月6日午前3時35分 - 6時30分にかけて放送されたテレビ東京系列で放送のドイツワールドカップ中継の放送は、テレ玉では異例の終夜放送となった。また2005年8月には台風11号が首都圏接近、2019年10月には令和元年東日本台風（台風19号）が首都圏通過のため、フィラーを流し終夜放送を行っていた。

## 地上デジタル放送
2005年12月1日から地上デジタル放送を開始。同時にデータ放送をスタート。当初は2006年に開始する予定をしていたが、NHKとキー局で使用している東京タワーから発射する電波が、2005年12月より正式に県内をカバーするために、これに合わせる形での開局となった。また秩父・児玉地域は、2006年10月より試験電波、同年12月より放送開始した。これで県内の99%が視聴可能となった。その他の中継局についても、デジタル設備を設置しない局を除き、2010年までに開局した。
リモコンキーIDは上記の通りTOKYO MXを除く関東地方独立民間放送局共通の「3」である。アナログ時代は埼玉県の県番号が11番に加えて親局が38chで3+8=11となることから埼玉県内を含む関東地方では本局を11chに設定されるのが一般的だったが、地デジ化に伴うリモコンキーIDでは「11」を採用しなかった（全国的にみてもリモコンキーID「11」を獲得した地上波無線放送局はない）。
栃木県、群馬県、千葉県、神奈川県で本局を視聴される場合は031-1となり「11」等の空きポジションに設定される。
ハイビジョン（1125i）番組は放送開始当初で12%に留まった。ハイビジョン化は独立放送局の中では積極的であり、自社スタジオは2014年4月から全てハイビジョン対応になり、取材VTRや天気画面、お天気カメラの完全ハイビジョン化がほぼ完了しつつある。
近年は、原則16:9比率（ビスタビジョン）制作となっている深夜アニメ番組は、デジタル放送開始当初こそ超額縁（4:3SD）状態だったが、2006年3月よりフルワイド（16:9SD）で放送されている。これは独立放送局では初めてであり、テレビ局全般では毎日放送に次いで全国2番目である。
マルチ編成は最大3ch使用可能（031ch…テレ玉1、032ch…テレ玉2、033ch…テレ玉3）である。同局では031chを「SV1（サービス1）」、032chを「SV2（サービス2）」とそれぞれ称している（現時点でこの2chのみ使用されているため、033chは特に称されていない）。デジタル放送開始直後の放送終了後に、試験放送を実施したことがあった。現在レギュラーでは実施されていないが、2007年1月16日に初めてマルチ編成を実施した。また2008年1月17日にも同様に実施した。両日とも031chはアナログ放送同様の通常放送、032chと033chに競輪中継をそれぞれ放送された。現時点では2番組同時で放送された実績があるが、3番組同時に放送されたことはない（033chは、SV2の同時放送となる）。
2008年1月21日から2008年3月31日まで毎週月曜日午後3時からの1時間と午後7時からの1時間に、同年1月23日から同年3月26日までは毎週水曜日午後8時からの1時間に実施されていた。031chはアナログ放送同様の通常放送、032chにショップチャンネルお買い物エンタテインメントが放送された。ただし033chは、“現在放送されていません”などの表示が出て、テレビ画面は映像が映らない。なおマルチ編成開始・終了の時は、フェードブラックアウト・インする。
2023年12月11日から新マスター（NEC製・IPマスター）稼働開始 により、メインチャンネル・サブチャンネルともにマルチ編成実施時のHD画質での放送が可能となった。
マルチ編成は最大2ch使用可能（031ch…テレ玉1、033ch…テレ玉2）である。同局では031chを「SV1（サービス1）」、033chを「SV2（サービス2）」とそれぞれ称している。
2024年現在、マルチ編成は各種スポーツ中継、ファンタスティックダート浦和競馬中継、川口ナイトレース中継などで実施している。
EPGについて開始当初から、番組タイトルの最後にステレオ放送は（S）、再放送は（再）などカッコ内で放送形態を表記（例:「ごごたま（S）」）していたが、2007年5月25日より□（四角）の中に放送形態を表示、2008年4月よりハイビジョン制作番組に[HV]（四角の中にHV）が、段階的に表記（例:「ごごたま[S][HV]」）されるようになった。ただしこの[HV]マークに関しては、番組のハイビジョン化が進むにあたって2010年頃より表記されなくなっている。
ワンセグ（携帯機器向け放送）は2006年4月1日より開始。現在は本放送と同じ番組を流している。

## その他
読売新聞埼玉県版の隔週木曜日には、同じ埼玉県の放送局であるNACK5と交互に「テレ玉便り」として最近のテレ玉のお知らせや番組情報を掲載している。以前にも2004年4月から2005年3月まで「テレ埼のオフマイク」、2005年4月から2006年3月まで「テレ埼便り」をそれぞれ掲載していた（前者は毎週、後者は隔週掲載）。またデイリースポーツ東京本社版（宅配用）のラテ欄では、テレ玉の放送局表示カット部分（他局の放送局表示では電話番号が書かれている部分）に、前述の「あなたにカンケイあるテレビ」という同局のキャッチフレーズが記されている。
1990年代後半まで放送開始時刻が軒並み遅く、5時台まで試験電波を流し終えた後に放送開始時間（平日の放送開始時刻が7時、休日は10時）まで、カラーバーのテストパターン画面でBGMを流すフィラー様の放送を行っていた（同時期のテレビ東京や放送大学においても放送開始までの15分程度、テストパターンで実施していた）。
2021年7月6日から民放公式配信サービスのTVerに参加し、同日から自社製作番組『いろはに千鳥』、2022年3月30日からテレビ埼玉とBSよしもとの共同製作番組『それゆけ!大宮セブン』、2023年4月21日からテレビ埼玉とジェイワークスとの共同製作番組『ちぃたん☆と手越祐也のホンキでいきます（仮）』 の配信をそれぞれ開始した。

## 資本構成
企業・団体は当時の名称。出典：

### 概要
筆頭株主は埼玉県。第2位株主は放送対象地域が重複する日本テレビ放送網（8.26%、10%まで出資可）。

### 2020年3月31日 - 2021年3月31日
| 資本金 | 発行済株式総数 | 株主数 |
| ------ | -------------- | ------ |
| 15億円 | 3,000,000株    | 90     |

| 株主             | 株式数    | 比率   |
| ---------------- | --------- | ------ |
| 埼玉県           | 300,000株 | 10.00% |
| 日本テレビ放送網 | 248,000株 | 08.26% |
| 太平洋セメント   | 220,000株 | 07.33% |
| 西武鉄道         | 200,000株 | 06.66% |
| 埼玉りそな銀行   | 150,000株 | 05.00% |
| 読売新聞東京本社 | 140,000株 | 04.66% |
| 大栄不動産       | 120,000株 | 04.00% |
| 中日新聞社       | 100,000株 | 03.33% |
| 朝日新聞社       | 100,000株 | 03.33% |
| 西友             | 100,000株 | 03.33% |
| そごう・西武     | 100,000株 | 03.33% |
| サイサン         | 100,000株 | 03.33% |

## 沿革

開局から2006年まで使用されていたTVSロゴ。

- 1969年（昭和44年）10月17日  - 埼玉県域のUHFテレビ放送のチャンネルが郵政省から割り当てられる。
- 1978年（昭和53年）3月17日 - 予備免許取得。
- 1979年（昭和54年）4月1日 - 地上アナログ放送（JOUS-TV 親局：浦和38チャンネル）が、浦和市常盤（現：さいたま市浦和区常盤）六丁目36番4号に開局[注 9]。
- 1994年（平成6年） - 第1スタジオと第2スタジオのサブコン（副調整室）設備の改修と更新を段階的に実施。[要出典]
- 1996年（平成8年） - 公式ウェブサイトを「www.tv-saitama.co.jp」のドメイン名で開始[注 10]。
- 2001年（平成13年）
  - 4月1日 - 旧マスター運用開始（NEC製）、同時に音声多重放送実施（民間放送では最後）。[要出典]
  - 5月1日 - 浦和市・大宮市・与野市が合併してさいたま市が発足したことに伴い、本社の住所がさいたま市常盤六丁目4番4号となる。
- 2003年（平成15年）
  - 4月1日 - さいたま市の政令指定都市移行に伴い、本社の住所がさいたま市浦和区常盤六丁目36番4号となる。
  - 12月25日 - 総務省関東総合通信局に高度テレビジョン放送施設整備事業実施計画の認定書交付。
- 2004年（平成16年）
  - 7月12日 - 中国山東省ツーボーテレビ局と友好関係推進のための協議書調印。
  - 8月2日 - 第2スタジオがハイビジョン対応に更新完了。
- 2005年（平成17年）
  - 3月3日 - 総務省関東総合通信局に地上デジタル放送局の免許申請書を提出。
  - 4月23日 - Jリーグ中継（浦和レッズ×セレッソ大阪戦）で独立放送局初の音声多重放送を実施。
  - 6月10日 - 総務省関東総合通信局から、地上デジタル放送局の予備免許を交付。
  - 8月3日 - 未明の放送終了後、地上デジタル放送の試験電波を、浦和局から初めて発射。
  - 8月5日 - アナアナ変換実施に伴い、本局最大級の児玉中継局が28chから30chに完全移行。
  - 11月25日 - 総務省関東総合通信局から、地上デジタル放送局の免許を交付。同時にアナログとのサイマル放送を開始。
  - 12月1日 - 午後12時1分より地上デジタル放送を開始（浦和局〈JOUS-DTV〉開局）。同時にデータ放送の運用を開始。これに伴い、放送機器の工事を実施、旧マスターを改修。
  - 12月3日 - Jリーグ中継（アルビレックス新潟×浦和レッズ戦）で独立局初のハイビジョン中継を実施。
- 2006年（平成18年）
  - 4月1日 - ワンセグ放送開始。これを機に愛称を“テレ玉”（てれたま）に変更[25]。公式サイトのドメイン（teletama.jp）を現在のものにそれぞれ変更[注 11]。新聞やテレビ情報誌の局名表記も「テレビ埼玉」から「テレ玉」に変更。
  - 6月5日 - NTT中継回線がデジタル化（マイクロ回線から光ファイバーに移行）。
  - 11月13日 - 首都圏トライアングル間のハイビジョン放送を開始。
  - 12月1日 - 地上デジタル放送・児玉局および秩父局が開局。以降、北部・秩父地域に中継局を順次開局。
- 2007年（平成19年）
  - 1月1日 - 埼玉を語るで、埼玉県知事の上田清司と埼玉の財界人川田憲治埼玉りそな銀行社長対談が実現。
  - 6月1日 - 報道用取材カメラが、ハイビジョン機材に更新。
- 2008年（平成20年）
  - 3月1日 - 地上デジタル放送・小鹿野局が開局。
  - 4月1日 - 緊急地震速報の運用を開始。
  - 10月22日 - オンラインストア「テレ玉家」がオープン。
- 2010年（平成22年）
  - 7月5日 - お天気マップと画面比4:3製作の番組を除いた全ての番組がアナログ放送が完全レターボックス化（のちに対象番組を全番組に拡大）。
  - 12月21日 - 地上デジタル放送・名栗局・吾野局および飯能唐竹局の開局により、全てのデジタル中継局を開局。
- 2011年（平成23年）
  - 3月 - ミニ中継車『SR01』が完成。
  - 6月20日 - ハイビジョン中継車『HR01』が完成。
  - 7月1日 - 公式サイトを再リニューアル。
  - 7月24日 - アナログ放送を終了、デジタル放送に完全移行。
  - 12月3日 - Jリーグ中継（浦和レッズ×柏レイソル戦、大宮アルディージャ×ヴァンフォーレ甲府戦）で地上波民放テレビ局初のマルチチャンネル中継を実施。
- 2012年（平成24年）
  - 3月 - 多目的支援車＜音声中継車＞「HA02」を導入
  - 4月3日 - データ放送を一新。
- 2013年（平成25年）8月 - 自社制作の生放送全番組をステレオ放送に全面移行。
- 2015年（平成27年）1月 - 敷地内に「別館」を建設着手。
- 2016年（平成28年）
  - 3月15日 - 別館竣工（1階は倉庫、2階は営業局、3階と4階はテレビ埼玉関連会社が入居）[26]
- 2019年（平成31年/令和元年）
  - 4月1日 - 開局40周年。キャッチフレーズは「感謝!感謝!40周年!」[27]。開局40周年記念ソングははなわ「咲きほこれ埼玉」[28]。
  - 5月13日 - 制作はテレビ神奈川、映像技術はテレビ埼玉・TAPで「IBF世界フライ級タイトルマッチ モルティ・ムザラネ対黒田雅之」中継し、南アフリカの放送局SUPER SPORTSに国際配信を行った。
- 2021年（令和3年）9月20日〜30日 - 持続可能な開発目標（SDGs）推進キャンペーンに取り組んでいるテレビ埼玉の自社制作番組（『情報番組 マチコミ』『ニュース930plus』『Ole! アルディージャ』『REDS TV GGR』『埼玉ビジネスウォッチ』『LIONS CHANNEL』）で、SDGsに関する情報や各スポーツチームでの取り組みを紹介する「テレ玉SDGsウィーク」を実施[29]。
- 2023年（令和5年）12月11日 - テレビマスター設備、スタジオサブシステム設備、データ放送設備を更新[30][31][32][33][34]。テレビマスターは日本電気（NEC）製のIPマスターシステム、スタジオサブシステムはソニーマーケティング製のIPスタジオサブシステム、データ放送は株式会社メディアキャストのDataCaster CloudM3をそれぞれ採用し、将来的に機能拡張可能な仕様となっている[31][34]。今回の更新により、マルチ編成においてサブチャンネルのHD放送が可能となった[31]。

## ネットワークの移り変わり
- 1979年（昭和54年）4月1日 - テレビ放送開始。テレビ神奈川・千葉テレビ放送と相互関係を結ぶ。開局以来独自編成。また、同時にNNSにオブザーバー加盟。
- 1982年（昭和57年）3月1日 - 近畿放送（現：京都放送）・サンテレビジョンと相互関係を結ぶ。
- 2003年（平成15年）4月1日 - テレビ神奈川・千葉テレビ放送・東京メトロポリタンテレビジョンと首都圏ネット4を結成する。
- 2006年（平成18年）4月1日 - 首都圏ネット4から東京メトロポリタンテレビジョンが事実上離脱し、首都圏トライアングルとなる。
- 2007年（平成19年）4月1日 - テレビ神奈川（tvk）・千葉テレビ放送（チバテレ）・三重テレビ放送・京都放送（KBS京都）・サンテレビジョンと東名阪ネット6を結成する。
- 2011年（平成23年）6月1日 - 群馬テレビ・とちぎテレビ・チバテレ・tvkと5いっしょ3ちゃんねるを結成する。

## 東京支社
〒104-0061
東京都中央区銀座八丁目9番16号 長崎センタービル8階
- このビルはTBS系列の長崎県の放送局である長崎放送が所有するビルであり、直接関係のない他局の所有するビルに入居しているという珍しい例である。

## 放送区域

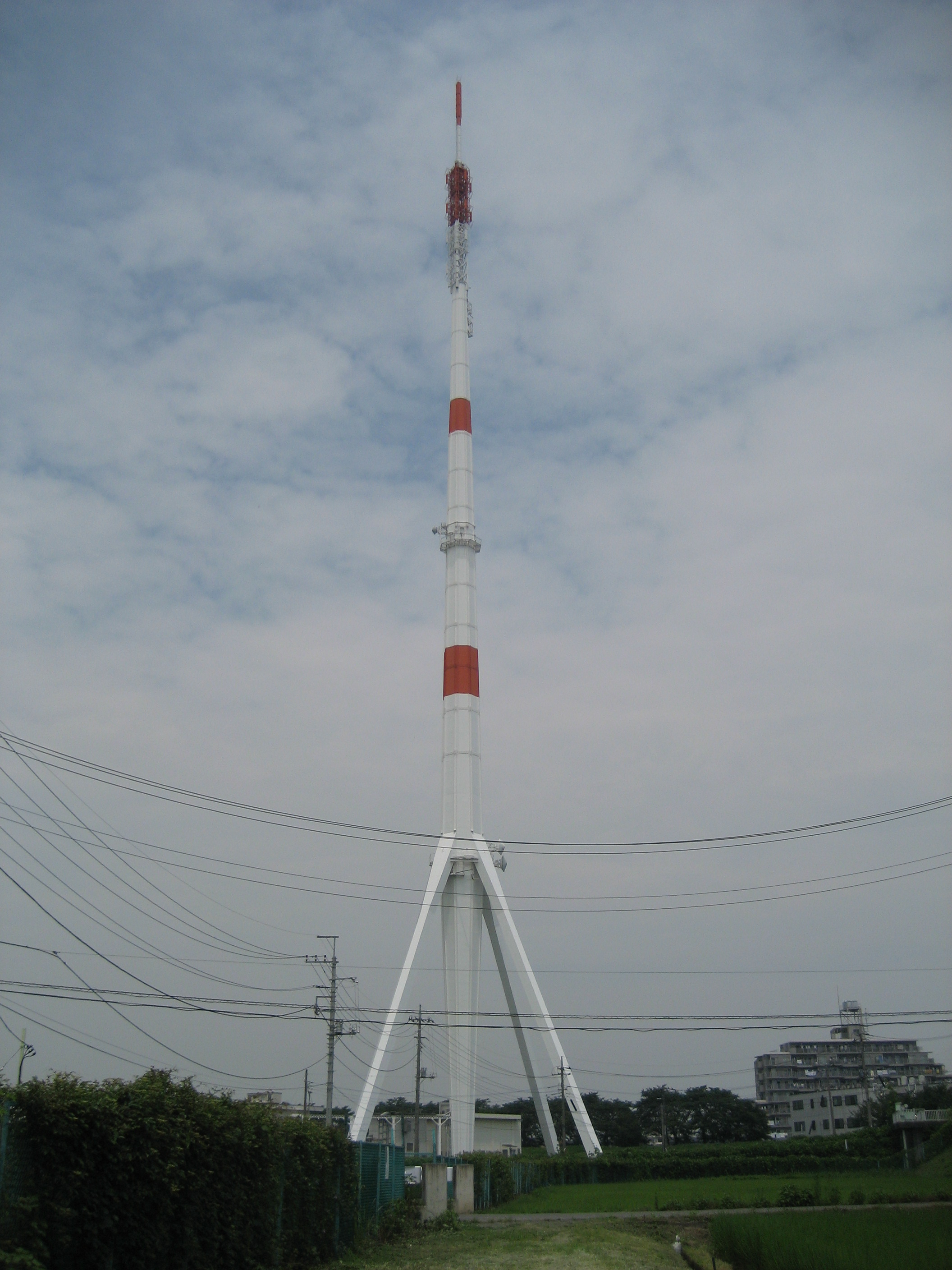
親局 浦和局（平野原送信所）

### 呼出符号、呼出名称、チャンネル
- リモコンキーID - 3
  - 栃木県、群馬県、千葉県、神奈川県で視聴される場合は031-1となり「10」または「11」等の空きポジションに設定される。
- コールサイン - JOUS-DTV
- 3桁（フルセグ） - 031 （テレ玉1）、032 （テレ玉2）、033（テレ玉3）。
- 3桁（ワンセグ） - 631、632（ワンセグ2）、633（ワンセグ3）。
- 送信所：浦和テレビ送信所（平野原送信所） 物理チャンネル32ch（出力500W）[35]

#### 中継局
“ch番号+V”は垂直偏波。●はデジタル開始の際に新設された中継局。
| 中継局   | ch  |  | 中継局     | ch  |  | 中継局      | ch |  | 中継局     | ch  |
| -------- | --- |  | ---------- | --- |  | ----------- | -- |  | ---------- | --- |
| 児玉     | 32V |  | 秩父       | 32  |  | 小鹿野      | 52 |  | 神泉       | 15V |
| 東秩父   | 15  |  | ●風布      | 36  |  | 小川        | 49 |  | 秩父栃谷   | 15V |
| 秩父定峰 | 15V |  | 横瀬根古谷 | 15V |  | ●飯能上赤工 | 15 |  | 飯能原市場 | 15  |
| 吾野     | 41  |  | 名栗       | 49  |  | ●飯能唐竹   | 15 |  |            |     |

#### アナログ放送
2011年7月24日停波時点
- コールサイン - JOUS-TV
- 送信所：浦和テレビ送信所 38ch（映像出力5kW、音声出力1.25 kW）

“ch番号+V”は垂直偏波。○はアナログ完全終了後に廃止となる中継局。
| 中継局     | ch  |  | 中継局     | ch  |  | 中継局   | ch  |  | 中継局   | ch  |
| ---------- | --- |  | ---------- | --- |  | -------- | --- |  | -------- | --- |
| 児玉       | 30V |  | 秩父       | 47  |  | 小鹿野   | 41  |  | 神泉     | 29V |
| 東秩父     | 62  |  | 小川       | 44  |  | 秩父栃谷 | 31V |  | 秩父定峰 | 62V |
| 横瀬根古谷 | 31V |  | 飯能原市場 | 48  |  | 吾野     | 62  |  | 名栗     | 62  |
| ○大滝      | 46V |  | ○荒川      | 48V |  |          |     |  |          |     |

## 区域外再放送
出典：
太字の局はパススルー再放送をしている。
- 東京都
  - 多摩ケーブルネットワーク
  - 豊島ケーブルネットワーク
  - 多摩テレビ
  - ケーブルテレビ品川
  - 東京ケーブルネットワーク
  - ジェイコム東京
    - 東エリア局
    - 西エリア局
    - 南エリア局
    - 西東京局
    - 板橋局
    - 世田谷局
    - 調布局
    - 町田・川崎局
    - すみだ・台東局
    - 東京北局
    - 港・新宿局
    - 足立局
    - 大田局
    - 中野局
    - 八王子・日野局
    - 多摩局
    - 武蔵野・三鷹局
    - 江戸川局

  - BAY NET
  - イッツ・コミュニケーションズ
- 神奈川県
  - J:COM 横浜
  - YOUテレビ
  - イッツ・コミュニケーションズ
  - 横浜ケーブルビジョン
- 千葉県
  - ジェイコム千葉（一部地域を除く）
    - YY船橋習志野局（八千代エリアのみ）
    - 市川・浦安局（浦安エリアのみ）
    - 木更津局
    - 東関東局
    - 千葉セントラル局

  - いちはらコミュニティー・ネットワーク・テレビ
    - イースト局（旧イースト・コミュニケーションズ）

  - 千葉ニュータウンセンター
- 群馬県
  - ケーブルテレビ館林
  - わたらせテレビ
- 栃木県
  - 宇都宮ケーブルテレビ
  - 鹿沼ケーブルテレビ
  - ケーブルテレビ栃木（栃木・下野センター）
  - 佐野ケーブルテレビ
  - わたらせテレビ
  - テレビ小山放送
- 茨城県
  - ケーブルテレビ（ケーブルテレビ結城・ケーブルテレビ筑西）
  - 研究学園都市コミュニティケーブルサービス
  - 古河ケーブルテレビ
  - JWAY
- 山梨県
  - 山梨CATV[37]
  - 峡東ケーブルネット[38]
  - 勝沼CATV組合[39][40]

## 情報カメラ設置ポイント
- さいたま市：テレビ埼玉本社（HD）、大宮ソニックシティ（HD）
- 熊谷市：八木橋百貨店（SD）
- 川越市：小江戸の町並み（HD）
  - 2015年4月6日の『ごごたま』から使用。

## スタジオ

### 本社
第1スタジオ（80坪）
使用番組
『ニュース930 plus』（金曜）、『REDS TV GGR』、『埼玉ビジネスウォッチ』、『魅力まるごと いまドキッ!埼玉』、報道特別番組 など
第2スタジオ（10坪）
使用番組
『マチコミ』、『BACHプラザ』『LIONS CHANNEL』
以前倉庫だった場所をスタジオとして改修。2005年8月（デジタル放送開始前）にハイビジョン対応化。
なお、常時生放送番組をハイビジョンで放送したのは独立放送局の中では当局が最初である。
マスタースタジオ（6坪）
使用番組：
『ニュース1155』、『ニュース545』、『ニュース930』、『ウイークエンドニュース サタデー・サンデ―』 、『REDS TV GGR』（コーナー収録）、提供クレジットやCMのナレーション収録 など
省力化を目的として、マスター（主調整室）内から駆動するスタジオとして設置。通称はMスタジオ。主調整室内のアナウンスブース内にカメラと背景となる簡易セットを常設し、スタジオとして使用している。なお主調整室内には簡易送出卓（マスターサブ）が併設されており、マスタースタジオはこちらから駆動される。
設置時期は情報あさびんの開始と同時。デジタル放送開始前にハイビジョン対応化。

## 主な番組
アニメ番組全般については、テレビ埼玉アニメ番組放送一覧を参照。

### 報道・情報
- お天気マップ
- ニュース1155（月曜 - 金曜 11:55 - 12:00）[注 13]
- 情報番組 マチコミ（月曜 - 金曜 16:30 - 17:30、再放送月曜 - 金曜 21:00 - 21:30[注 14]）
  - 16:30 - 17:00は、tvk・チバテレ（首都圏トライアングル）に同時ネット。
- ニュース530（月曜 - 金曜 17:30 - 18:00）
- ニュース930（月曜 - 木曜 21:30 - 21:45）
- ニュース930plus（金曜 21:30 - 22:00）
- ウィークエンドニュース サタデー・サンデー（土曜・日曜 17:45 - 17:55）
- 知事定例記者会見
  - 中継放送：火曜 13:59 - 14:30
  - 録画放送：金曜 20:30 - 21:00
- 魅力まるごと いまドキッ!埼玉（土曜 8:30 - 9:00）
- 埼玉ビジネスウォッチ（土曜 21:30 - 22:00、再放送・日曜 12:00 - 12:30）
- こんにちは県議会です（日曜 10:00 - 10:15（1月1日のみ - 10:30））
- のびのびシティさいたま市（第1・第3日曜 10:45 - 11:00、再放送：第2・第4日曜 10:45 - 11:00）
- 四季 彩の国紀行・彩の国百科 - 番組の穴埋めなどで随時放送されている。内容は日本ふるさと百景（独立局持ち回り制作）の埼玉版とも言える。

### 音楽
- テレ玉くんのうた（月曜 - 金曜 5:55 - 6:00、15:00 - 15:05／土曜・日曜 20:55 - 21:00）[注 15]
- V-Clips（月曜 - 金曜 5:30 - 5:40／月曜 - 木曜 2:35 - 2:45 ／金曜 2:05 - 2:15 ／土曜 2:30 - 2:40 ／日曜 2:05 - 2:15）
- 津吹みゆと一条貫太のこちら最新歌謡曲（月曜 6:25 - 6:55）
- 心の演歌（月曜 9:30 - 10:00）[注 16]
- 清水節子と蒔田由美子の歌日記（火曜 6:25 - 6:55）[注 17]
- 野上こうじと三木ゆかりの歌謡音楽館（水曜 6:25 - 6:55）[41]
- 山崎ていじのさわやか歌謡曲（木曜 6:30 - 7:00・BS12 トゥエルビ・三重テレビでも放送[注 18]）
- 川井聖子と高島レイラの歌の彩は（金曜 6:25 - 6:45）（2024年10月4日 - ）[42]
- 大木あつしと戸子台ふみやのここ一番の歌謡曲（金曜 6:45 - 7:00）
- 北川大介と鈴木和華の朝ナビ歌謡曲（金曜 10:30 - 10:45）[43][注 19]
- ミュージックパーク 歌仲間全員集合!（土曜 6:00 - 6:30）
- 中澤卓也とANTONIOのSATURDAY MUSIC（土曜 9:00 - 9:15）[44]
- 小桜舞子と三里ゆうじの歌日和（日曜 9:00 - 9:15）
- 埼玉政財界人チャリティ歌謡祭（毎年1月1日）

### スポーツ
- BACHプラザ（毎日 22:30 - 23:00）
- LIONS CHANNEL（月曜 22:00 - 22:30、再放送・火曜 9:30 - 10:00）
- ロンブー亮の釣りならまかせろ!（火曜 22:00 - 22:30、再放送・土曜 10:00 - 10:30）
- 塩谷育代のベストショット（木曜 22:00 - 22:29、再放送・日曜 6:00 - 6:30）
- 鈴木福 ゴルフはじめました（日曜 22:00 - 22:30、再放送・金曜 12:00 - 12:30）[45]
- オレアル（金曜 22:00 - 22:15、再放送・土曜 6:30 - 6:45）
- REDS TV GGR（金曜 23:00 - 23:30、再放送・土曜 7:30 - 8:00）
- RIZIN魂（日曜 23:00 - 23:30）
- ライオンズアワー
- 浦和レッズスーパーマッチ
- 大宮アルディージャエキサイトマッチ

大宮アルディージャについては、2012年から2016年までスカパー!Jリーグ中継の製作を委託されていた。
- Tリーグ中継[46]
- JAPAN RUGBY LEAGUE ONE中継
- WEリーグ中継
- ファンタスティックダート浦和競馬中継（NHK G-Mediaに制作委託、032chで放送、平日 16:50 - 18:50に放送）
- 浦和競馬 注目レース大討論会[47][48][49][50]（浦和競馬重賞レース前日に20:00 - 20:30または21:00 - 21:30に放送、再放送は翌日 9:30 - 10:00）
- 全国高校野球選手権埼玉大会
- 全国高校サッカー選手権埼玉県大会
- 全国高校ラグビー大会埼玉県大会
- 全日本高校バレーボール選手権埼玉県大会
- 埼玉社会人ゴルフテレビ選手権[51]

### バラエティ
- いろはに千鳥（火曜 23:00 - 23:30、再放送・日曜 13:00 - 13:30）
- それゆけ!大宮セブン（火曜 23:30 - 24:00、再放送・日曜 16:00 - 16:30） - BSよしもとでも放送。
- 天竺鼠の川原の（水曜 23:00 - 23:30、再放送・日曜 12:30 - 13:00）
- ビ〜チ9（土曜 23:45 - 24:00）
- ワクワク!やまが旅（日曜 8:00 - 8:15）[注 20]
- 大晦日職人歌合戦（毎年12月31日）

### ドラマ
海外
- 瓔珞〜紫禁城に燃ゆる逆襲の王妃〜（月曜 - 木曜 12:30 - 13:30）
- 棘と蜜（月曜 - 金曜 14:00 - 14:30）
- 流星花園〜花より男子〜（月曜 10:30 - 11:25）
- 雲が描いた月明り（火曜 10:30 - 11:25）
- ヒーラー～最高の恋人～（水曜 10:30 - 11:25）
- マザー～無償の愛～（木曜 10:30 - 11:25）
- イヴのすべて（土曜 12:05 - 13:00）

再放送
- 必殺アワー（月曜 - 金曜 8:00 - 9:00[注 21]）
同枠にて放送されていた『必殺仕事人・激突!』を最後に暫く放送をしていなかったが、最近再び放送を再開した。当初は午後に放送していたが、2007年4月からは再び午前に放送。なお「必殺シリーズ」は、全て朝日放送テレビの制作である。
- 時代劇アワー・「名奉行 遠山の金さん」（月曜 - 金曜 15:05 - 16:00）[52]
- ヤヌスの鏡（月曜 19:00 - 19:55）
- あぶない刑事（火曜 19:00 - 20:00「
- 大岡越前（第8部）（水曜 19:00 - 19:55）
- おれは男だ！（木曜 19:00 - 20:00）
- 仮面ライダーシリーズ（土曜 13:30 - 14:00[注 22]）

## 他局からのネット番組
番組によって、断り書きのテロップ表示が入る。基本的に、この番組は（テレビ局名）で（年を越えた場合「昨年」）○月○日（○（曜日））に放送されたものです。と下または上表示。場合によっては月のみ表示する。

### 独立局
- 独立局全局共同制作
  - 日本ふるさと百景（不定期放送）
- とちぎテレビ（GYT）
  - カミナリのチャリ旅!シーズン9（金曜 0:30 - 1:00（木曜深夜））
  - carXs（水曜 0:00 - 0:30（火曜深夜））
  - U字工事の旅!発見（金曜 12:30 - 13:00）[53]
  - 真・ゴルフの王様（日曜 5:00 - 5:30）[注 23]
- 群馬テレビ（GTV）
  - ダイアンのガチで!ごめんやす（木曜 23:00 - 23:30）[注 24]
- チバテレ（CTC）
  - ちば朝ライブ モーニングこんぱす（月曜 - 金曜 7:30 - 8:00、同時ネット・首都圏トライアングル）
  - 週刊バイクTV（水曜 0:30 - 1:00（火曜深夜））[注 25]
  - 白黒アンジャッシュ（金曜 1:30 - 2:00（木曜深夜））[注 26]
  - 金曜競馬CLUB（土曜 1:00 - 1:30（金曜深夜））[注 27]
  - 牧野裕のEnjoy Golf（日曜 23:30 - 0:00）
  - 里崎智也のゴルフ直球勝負!（日曜 0:00 - 0:30（土曜深夜）
- 東京メトロポリタンテレビジョン（TOKYO MX）
  - 宝塚カフェブレイク（水曜 9:30 - 10:00）[注 28]
- テレビ神奈川（tvk）
  - 猫のひたいほどワイド（月曜 - 木曜 12:00 - 12:30、同時ネット・首都圏トライアングル）
  - アルコ&ピースのほんの気持ちですが!（月曜 23:30 - 0:00）[注 29]
- 京都放送（KBS）
  - あんぎゃでござる!!（火曜 20:30 - 21:00）[注 30]
- ごりやくさん（土曜 11:05 - 11:30）
- サンテレビ（SUN）
  - カベポスター・天才ピアニスト・フースーヤのワチャラチャ忍忍（木曜（水曜深夜） 0:30 - 1:00)
  - The Hit（木曜 20:30 - 21:00）[注 31]
  - ケンコバのバコバコナイト（日曜 1:30 - 2:30（土曜深夜））[54][55]

### 日本テレビ系列
- 札幌テレビ（STV）
  - 1×8いこうよ!（金曜 20:00 - 20:30）[注 32]
- 日本テレビ（NTV）
  - 東野・岡村の旅猿26（月曜 23:00 - 23:30）[注 33]
- 民放43社共同制作
  - 全国高等学校サッカー選手権大会

### テレビ朝日系列
- 北海道テレビ（HTB）
  - 水曜どうでしょうプレミア（水曜 22:00 - 22:30）
- 長野朝日放送（abn）
  - 藤森慎吾の信州観光協会（金曜 10:55 - 11:25）
- 朝日放送テレビ（ABC） - 同局制作の再放送番組（特に必殺シリーズ）に関してはTBS系時代（1975年の腸捻転解消前）の番組も放送される。
  - 探偵!ナイトスクープ（月曜 20:00 - 20:55）
- 熊本朝日放送（KAB）
  - ヒロシのひとりキャンプのすすめ（木曜 23:30 - 24:00）

### TBS系列
- 毎日放送（MBS）
  - ドラマシャワー（火曜 0:00 - 0:30（月曜深夜））[注 34]
  - ドラマ特区（金曜 1:30 - 2:00（木曜深夜））[注 35]
- よしもと新喜劇（水曜 20:00 - 21:00）

※ 年末年始には高校ラグビーの中継を放送することもある。
- BS-TBS
  - 吉田類の酒場放浪記 （金曜 19:30 - 20:00）[56]
  - 町中華で飲ろうぜ（水曜 20:30 - 21:00）[56]

### フジテレビ系列
- フジテレビTWO
  - LIONS BASEBALL L!VE（TVSライオンズアワーとして不定期放送。放送時間も「ライオンズアワー」に準拠）

### その他
- 極楽山本・ロンブー亮のARIGATEENA TV（月曜 1:00 - 1:30（日曜深夜））
- CM INDEX（月曜 2:00 - 2:30（日曜深夜）、東京企画制作）
- いい伊豆みつけた（木曜 9:30 - 10:00、伊豆急ケーブルネットワーク制作）
- 達人道（金曜 9:30 - 10:00、スーパーダイス制作）
- ライフ・ライン（土曜 8:00 - 8:30）
- スロパチTV（日曜 0:30 - 1:00（土曜深夜））
- JRA競馬中継（土曜・日曜 14:00 - 15:00、BS11制作）
- MOTORZONE TV （水曜 0:30 - 1:00（火曜深夜））[57]

## 既に終了した番組

### 自社制作番組
- 土屋品子のおもてなしクッキング（土 12:45 - 13:00）
- 明日の埼玉（金 14:00 - 14:30、途中から日 9:00 - 9:30）
- おしゃべりレタス（月 21:00 - 21:30）※西武流通グループ、キユーピー提供、TVK・チバテレへもネット
- 民謡のどくらべ（火 22:00 - 23:00）
- 広報名画座（月 - 金 16:15 - 16:45）
- ウイークリー埼玉（金 18:15 - 18:30）
- 釣りだより（金 21:00 - 21:10）
- TVSコミュニティ・カレッジ 健康美体操（火 8:30 - 9:20、（再放送） 土 15:00 -  ）
- さらだ倶楽部（日 21:30 -  ?）
- ハッピーリビング（金 12:30 - 14:00）
- スタジオセブン（月 - 金 19:00 - 19:30）
- ピットイン・ミュージック（月 - 金 11:15 - 11:45 - 13:00 - 16:00）
- テレメディア730（金 19:30 - 21:00）
- 艶々ナイト（司会：ガダルカナル・タカ）
  - 艶々ナイトショッピング（2004年）
- 大川興業専門チャンネル パンドラ御殿
- 素っ裸牧場
- 素っ裸高原
- ぴんくhughug（土23:45 - 0:00）
- 君にどきどき（日　0:00 - 0:05）
- ANIMEX倶楽部（1996年10月 - 1999年9月、全144回）

（1996年/土 21:30、月 15:30 → 1997年/土 21:30、火 16:30
→ 1998年/土 24:15、火 16:30 → 1999年/日 24:00、火 16:30）
（MC：1996年草尾毅→1998年春/影山ヒロノブ、草地章江）
- アニメージュTV（日 24:00、2000年4月 - 9月）
- AnimeTV（日 24:00、2000年10月 - 2001年3月）
- ペニシリンSHOCK
- TVSニュース530（土 17:30 - 17:55）
- 常盤6丁目情報局（月 - 金 17:00 - 17:45）
  - 常盤6丁目一番街（月 - 金 12:30 - 13:25、途中から11:30 - 12:25）
  - 常盤6丁目二番街（月 - 金 16:30 - 17:50、一時期火・水のみ16:30 - 18:00）
  - 常盤6丁目三番街（火 - 金 21:00 - 21:30）一番街・二番街の再編集版
- ごごはPiPoPa!（月 - 金 13:00 - 14:30）
- 愛川欽也ナイト&デイ
- お話一杯ティーカップ（土 8:30 - 9:30）
- ビバ! ゴルフ（土22:00 - 22:30）
- 情報あさびん（月 - 金 6:45 - 8:00、途中から6:30 - 8:00）
- 埼玉経済情報（土22:00 - 22:30）
- こちら県警です（不定期放送、第1土曜日 10:00 - 10:15）
- YOKOの美人館倶楽部（日 21:30 - 22:00、1989年 - 1990年）※千葉テレビへもネット
- はつらつライオンズ
- FIGHTERS ROCKS & BASEBALL（1992年 - 1994年。日本ハム球団協力） - テレビ神奈川、千葉テレビ、びわ湖放送へもネット
- TVSヒットナイター
- ひるびん→ひるたま（月 - 金 11:30 - 12:30 12:00 - 12:30は、首都圏トライアングル枠）※HD
- ごごびん（月 - 金 16:30 - 17:50）※HD
- 天気情報てるてるぼうず（月 - 金 6:55 - 7:30）
- アサイチお出かけ情報（土・日 6:25 - 6:30）
- 風見しんごの住まいるaGOGO!!→風見しんごの住まいるaGOGOGO!! ※ちばテレビへもネット
- きらり! 埼玉県（日 9:30 - 9:45）
- 週刊彩の国ニュース
- 彩の国くにづくり探訪（木 22:00 - 22:15）
- 彩の国サタデイスクール930（第4土曜日 9:30 - 10:00）
- 彩の国ダイジェスト（土 10:00 - 10:30）
- きらめきいっぱいさいたま市（第1・第3日曜 10:45 - 11:00、再放送：第2・第4日曜 10:45 - 11:00）
- 県政レポート（金 22:00 - 22:15）
- 鎌倉街道夢紀行（とちぎテレビとの共同制作）
- 中仙道風の旅（群馬テレビとの共同制作）
- Freesta!（火 23:00 - 23:30、再放送：金 21:00 - 21:30）※HD
- 桜塚ヤンキース（金 24:00 - 24:30）
- アニメ天国（水 23:30 - 24:00）※tvkなどにネット。番組自体はKIDS STATIONに移行して継続中。
- CAR Hyper（月 24:30 - 25:00）
- ウハウハ競馬（土 23:30 - 23:45 チバテレビと共同制作、及び同時ネット）
- タッチング・イーブル〜闇を追う捜査官〜（アメリカ）（火 20:00 - 20:55）
- 埼玉ドライブナビゲーション（木 21:45 - 22:00、再：土 12:00 - 12:15）
- かずさと美紀の朝一番の歌謡曲（月 - 木 5:45 - 6:00）
- ちどり & こうじ 歌謡散歩（日 7:30 - 7:45）
- 筋肉美女-Muscle Venus- → マッスルビーナス（月 25:00 - 25:30）
- マッスル牧場classic（水 26:00 - 26:30）
- 玉ニュータウン（5いっしょ3ちゃんねる参加各局に同時ネット）
- 業界用語の基礎知識 壇蜜女学園（5いっしょ3ちゃんねる共同制作）
- K-POP LAB.（首都圏トライアングル共同制作）
- TV・局中法度!（首都圏トライアングル+サンテレビ共同制作）
- 戦国鍋TV 〜なんとなく歴史が学べる映像〜（首都圏トライアングル+サンテレビ共同制作）
- tvk、KBS京都との共同制作番組
  - 陰陽少女 〜因果応報〜（2004年10月 - 12月、再放送：2005年4月 - 6月）
  - T・R・Y〜夢への階段〜（2005年1月 - 3月）
  - 連鎖怪談（2005年10月 - 12月）（三重テレビも制作に参加）
  - 「超」怖い話 TV完全版（2006年1月 - 3月）（チバテレビも制作に参加）
  - イヌゴエ（2006年10月 - 12月）（チバテレビ・三重テレビ・サンテレビも制作に参加）
  - ネコナデ（2008年1月 - 3月）（チバテレビ・三重テレビ・サンテレビも制作に参加）
  - ドラマ 鉄道むすめ〜Girls be ambitious!〜（東名阪ネット6）
  - くろねこルーシー
  - びったれ!!!（2015年1月 - 3月）
  - カルチャーSHOwQ〜21世紀テレビ検定〜（東名阪ネット6・同時ネット）
  - TAKARAZUKA 旅美写美（チバテレ以外のネット6各局による共同制作）
  - 稲川大百怪 噂の百物語（東名阪ネット6）
  - 白百合兄弟のハンサムな食卓（東名阪ネット6）
  - 方言彼女。（東名阪ネット6、『――0』はひかりTVとの共同制作）
  - 走る男（東名阪ネット6）
    - 走る男II（東名阪ネット6）
    - 走る男F（東名阪ネット6と日本BS放送による共同制作）
- ウィークエンド930（ - 2014年3月）
- よいしょ!デビチャンネル（金曜 19:30 - 20:00）
- 音楽館（月曜 - 金曜 6:50 - 6:55）
- 歌謡アプリ（月曜 - 金曜 15:00 - 15:05）
- ボビー's スタジアム[注 36]
- DDTプロレス中継 さいたまースラム!（水曜 26:30 - 27:00）
- たまたま
- girls be[63]
- ロバートの秋山竜次音楽事務所（月曜 23:00 - 23:30）
- ももいろ歌合戦（毎年12月31日）
- ビッグスギのSTEP UPゴルフ（木曜 22:00 - 22:30）[注 37]
- 熱波（木曜 23:30 - 24:00）[注 38]
- カラオケ1ばん（木曜 19:00 - 19:55）
- みんなで予防×テレ玉（月曜 - 金曜 6:50 - 6:55、15:00 - 15:05、土曜 20:55 -  21:00、日曜 16:55 - 17:00）
- フィッシング倶楽部
- 新春カラオケ大賞（毎年1月1日）[注 39]
- ふれあい戸田[注 40]
- やまがた発!旅の見聞録（山形放送と共同制作）
- SSC5
- HOT WAVE
- ミュージックHEAVEN
- ごりやくさん[注 41]
- 朝カラ歌謡曲（2018年4月 - 8月）
- 千葉一夫と松本マサ子の歌謡散歩
- 千葉一夫と水城なつみの歌謡散歩
- 千葉一夫と藍ようこの歌謡音楽館
- アメ横リズムの歌模様
- 所沢聖地霊園天気予報
- スター☆ゴルフマッチⅡ
- 清水節子と安藤栄子の歌日記
- TRY ARUKAS 〜RUGBY QUEEN〜
- 街美女アルバム
- いたくろここなのオンとオフ
- シブサワ解体深書
- 藤原浩と鈴木和華の朝ナビ歌謡曲
- UNLIMITED RECORD〜Yushu's collection60' - 70'〜（土曜 2:00 - 2:05（金曜深夜））
- 鬼丸テレビ（月曜 21:45 - 22:00、再放送・日曜 17:30 - 17:45）
- 負けるな!熱血ハナコのお笑い部（火曜 23:30 - 24:00）
- シブサワ解体深書（再放送・月曜 23:30 - 24:00）
- 新!王庭伝説（土曜 0:00 - 0:30（金曜深夜））
- 若山かずさと鈴木和華の朝ナビ歌謡曲（日曜 8:00 - 8:15）
- 橋本マナミのLeader's Golf（月曜 21:00 - 21:30、再放送・金曜 12:00 - 12:30）
- 藤田光里のゴルフ偏差値向上委員会（日曜 22:00 - 22:15、再放送・金曜 13:00 - 13:15）
- カラなび歌謡曲（土曜 5:15 - 5:30）
- 歌謡アップデート（土曜 5:15 - 5:30）
- 小桜舞子と川井聖子の歌の彩は（金曜 6:30 - 6:45）（2023年7月5日 - ）[64]
- 西川ひとみと三里ゆうじの歌日和（日曜 9:00 - 9:15）[注 42]
- 尾形春水のHarunation TV（土曜 20:55 - 21:00）[注 43]
- 演歌街道（日曜 7:00 - 7:30）
- ドレスキーとコレスキー（土曜 21:00 - 21:30）
- りーまる社長のライフトーク〜出会いの玉手箱〜（木曜 0:30 - 0:45（水曜深夜））
- チェウニとANTONIOのSATURDAY MUSIC（土曜 9:00 - 9:15）[65]
- MIDTV（水曜 21:45 - 22:00、再放送・金曜 14:15 - 14:30）
- ニュース545（月曜 - 金曜 17:45 - 18:15）
- Koshigaya Collection（第3土曜 9:30 - 10:00 制作協力 U-NET 制作・著作 越谷市）
- テレ玉認定!たまぐるめ（月曜 20:55 - 21:00）
- ちぃたん☆と手越祐也のホンキでいきます(仮) （毎月第三土曜 20:00 - 20:30）[注 44]

### ネット番組
独立局
- 東名阪ネット6共同制作
  - 超特急と行く!食べ鉄の旅（日曜 24:00 - 24:30、2018年10月から12月にかけて放送。2020年4月にシリーズ第3弾が放送[66]）
- とちぎテレビ
  - ロッケンロール
  - 臨時職員平山あやの日光ソムリエ課（仮）
  - とちぎ発!旅好き!（2019年3月で放送終了）
  - 柱憲・麗香の全力ゴルフマッチ ガチゴル（日曜 23:30 - 24:00）
- チバテレ
  - GYAO
  - CD NEWS
  - メッチャE!
  - MU-GEN
  - 佐藤精一の自己流ゴルフ
  - フットサル365
  - 朝まるJUST（首都圏トライアングル）
  - ハピはぴ・モーニング〜ハピモ〜（首都圏トライアングル）
  - シャキット!（首都圏トライアングル）
  - 浅草お茶の間寄席（土曜 16:00 - 16:55）
- 東京メトロポリタンテレビジョン（TOKYO MX）
  - 白沢みきのモーニングTOKYO（8:00 - 8:30）
  - TOKYOモーニングサプリ（8:00 - 。2006年3月31日でネット終了）
- テレビ神奈川（TVK→tvk）
  - 新車情報 → 新車ファイル クルマのツボ → 岡崎五朗のクルマでいこう!※HD（「クルマでいこう!」自体は現在も継続中）
  - HAMA大国（12:30 - 13:00。「ハマランチョ」の前身）
  - アクセスNOW（日 8:00 - 8:30）
  - RAYSTYLE
  - ジャンプ!ジャンプ!ジャンプ!
  - SONY MUSIC TV
  - channel a（木 19:00 - 19:55）
  - Just Japan
  - TKOの黒船☆ジャパン
  - ありがとッ!（首都圏トライアングル・同時ネット、月 - 金 12:30 - 13:00）
  - 1230アッ@と!!ハマランチョ（首都圏トライアングル・同時ネット、月 - 金 12:30 - 13:00）※HD
  - 俺旅。
  - TOKYO KID -東京キッド-（土 11:00 - 11:15）▲
  - saku saku（月 26:30 - 27:00）
  - 佐藤しのぶ 出逢いのハーモニー（2016年3月まで、月 21:00 - 21:30、同時ネット）
  - キンシオ（ - 2022年4月2日まで 毎週土曜 11:00 - 11:30）
- 京都放送（KBS京都）
  - パセリ※HD
  - 京のいっぴん物語（KBS京都・関西テレビ☆京都チャンネル・日本BS放送共同制作）
  - シブヤ姫の湯→シブ姫!!
  - 極上の京都〜京都人の案内する本物の京都〜（日 12:30 - 12:55）
  - 欧州ワイン紀行〜銘醸ワインの産地を訪ねて〜（水 21:00 - 21:25、2015年1月から3月に放送）
- サンテレビ
  - おとなの子守唄
  - おとなのえほん
  - 夜美女
  - インリンのM時ですョ! → ドM時デスョ!
  - 今夜もハッスル
  - 美しくなりま専科
  - 山のぼり大好き（火 25:00 - 25:30）
  - 趣味バカ（金 25:00 - 25:30[注 45]）
  - 自然とキャンプ（日 17:00 - 17:15）[67]
  - 新・ええじゃないか。 （金曜 19:05 - 20:00）[68][注 46]
  - NINJA〜忍び者の生きる道〜[69]
  - こころの旅路～熊野古道伊勢路を行く～[70]

- BS11（BSデジタル）
  - 太田和彦のふらり旅 新・居酒屋百選（水曜 20:00 - 20:55）

日本放送協会（NHK）
- ごちそう発見（※放送番組センター配給）

日本テレビ系列（NNN・NNS系列）
- 日本テレビ
  - 全日本プロレス中継（再放送）
  - TVムック・謎学の旅（※放送番組センター配給）
  - ぶらり途中下車の旅
  - たのしい園芸
  - 2004年夏のアテネオリンピック中継、2008年夏の北京オリンピック中継、2010年バンクーバーオリンピック中継、2014年ソチオリンピック中継がそれぞれ日本テレビから同時ネットされた。
  - 太陽にほえろ!（金曜 20:00 - 20:55）
- 札幌テレビ
  - D!アンビシャス
  - チビナックス
  - ブギウギ専務 （木曜 20:30 - 21:00）
- 山梨放送（YBS）
  - 富士山麓日記※HD
- 静岡第一テレビ
  - 狩野英孝★熱血アイドルアカデミー アキパラ嬢
- 中京テレビ
  - 旅は日帰リッチ
  - 旅ダチ!
  - ワザあり!にっぽん ※放送番組センター配給
  - 外山雄三 音楽世界の旅 ※放送番組センター配給
  - いただきマッスル!※HD
  - 芸能界鉄道研究会 鉄研
  - 愛のクイズウォーズ ガンバレプラネット（日曜 0:00 - 0:25（土曜深夜））
- 読売テレビ（ytv）
  - どんぶり5656
  - 現代用語の基礎体力
  - 藤本義一のおもちゃ箱（NTVから移行）
  - ムイミダス→未確認飛行ぶっとい
  - ガリゲル
  - 極上の散歩道
  - 上沼・高田のクギズケ!（月曜 19:00 - 19:55）（読売テレビ（ytv）・中京テレビ（CTV）共同制作）
  - グッと!地球便（水曜 9:30 - 10:00）
- 北日本放送（KNB）
  - 柴田理恵のよってかれ とやま観光開発事業団（不定期）
- 日本海テレビ（NKT）
  - DOUBT
  - 東京現人
  - プリン・ス
- BS日テレ（BSデジタル）
  - 19borders ※HD
  - ホテル・ノスタルジア ※HD
  - ボウリング革命 P★League（水曜 1:00 - 1:30（火曜深夜））

テレビ朝日系列（ANN系列）
- テレビ朝日
  - キャラ☆キング
- 北海道テレビ
  - NO MATTER BOARD
  - チャンネルはそのまま!
- 東日本放送（KHB）
  - とうほく元気です!TV
- 北陸朝日放送（HAB）
  - ASAHI Pop'n' Press!（テレビ朝日（EX）との共同制作・朝日ニュースター向けの番組、土曜 17:30 - 17:45に放送されていた）
  - おしえて!四千頭身（土曜 17:00 - 17:15）
- 名古屋テレビ放送（メ〜テレ）
  - Let's ドン・キホーテ
  - ウドちゃんの旅してゴメン[注 47]
  - 黒鯱 （土曜 23:35 - 23:45に放送されていた）
  - おぎやはぎのハピキャン（火曜 21:00 - 21:30）
- 朝日放送テレビ
  - クイズ仕事人（全国ネットゴールデン進出前、関西ローカル時代のみ）
  - The ハタラケ興業
  - プラスティック・メモリーズ
- 長野朝日放送
  - いいね!信州スゴヂカラ（金曜 10:55 - 11:25）
- BS朝日 （BSデジタル）
  - CAR GRAPHIC TV
  - 部活ピーポー全力応援!ブカピ!（月曜 21:00 - 21:20）[注 48]

TBS系列（JNN系列）
TBS系列（JNN）の番組はJNN協定のために基本的には他系列（TBS系列局のない地域や、ローカルセールス番組を除く）への番組ネットはできないが、下記の番組に限り例外的にネットされた。
- TBSテレビ
  - 2006年1月、MBSテレビ製作の『BLOOD+』のナビゲーション特番がレギュラー放送しているTBSテレビではなくテレビ埼玉で放送された。同2月にはTBSテレビのトリノオリンピック中継の同時ネットも行われた。また、2012年夏のロンドンオリンピック中継も同時ネットされた。
- CBCテレビ
  - パチンコNOWTV
- MBSテレビ
  - 月がきれい（2017年7月から9月、水 26:00 - 26:30）
- BS-i → BS-TBS （BSデジタル）
  - ガダルカナル・タカのこちらDERUとこ編集部（金 24:30 - 25:00）※HD

テレビ東京系列（TXN系列）
- テレビ東京
  - 極める ※放送番組センター配給
  - 2002年6月にテレ東の日韓ワールドカップサッカー中継が、2006年6月にドイツワールドカップサッカー中継が、2014年6月にブラジルワールドカップサッカー中継が同時ネットされた。
  - 大江戸捜査網（月曜 - 金曜 15:05 - 16:00）
- テレビ大阪
  - 中村美律子の演歌一夜
  - 中国世界遺産ものがたり ※2010年9月まで。番組自体はテレビ東京に移行した上で継続中。
- BSジャパン→BSテレ東 （BSデジタル）
  - ヨーロッパ名犬紀行 〜愛犬の故郷を訪ねて〜（木 24:30 - 25:00）

フジテレビ系列（FNN・FNS系列）
- テレビ静岡
  - トバ子のカケラ!
  - テレビ寺子屋※番組自体は継続中。なお、フジテレビでも放送しているため、事実上再放送である。
- 福井テレビ（ftb）
  - 俵太の達者でござる
- 東海テレビ
  - 鶴瓶の音楽に乾杯!
  - スペンサーの喫茶店
  - おもしろサイエンス ※放送番組センター配給
  - 日本のふるさと ※放送番組センター配給
- テレビ新広島
  - 釣りごろつられごろ
- 関西テレビ（カンテレ）
  - 花の新婚!カンピューター作戦
  - どっきりQ
  - 紳助の人間マンダラ
  - 爆笑BOOING
  - 太っ腹! 紳助ファンど
  - J3 KANSAI
  - にっちょび!
  - ホントに本当なの!?
  - モーレツ! 科学教室
  - たかじん胸いっぱい
  - 快傑えみちゃんねる（土曜 16:00 - 16:55）
  - お笑いワイドショー マルコポロリ!（日曜 16:00 - 16:55）[注 49]

### その他
- Kawaii! JeNny（東宝・タカラトミー制作）
- 巣鴨バラエティ座→巣鴨バラエティ横丁（京やプロダクション制作）
- 5社ニュース（朝日新聞フラッシュニュース、読売新聞ニュース、サンケイ新聞ニュース、東京新聞ニュース、毎日新聞 記者の目）
- 鉄道車両列伝（月 23:30 - 24:00）（MONDO21制作）
- フルメタル・パニック! The Second Raid（WOWOW制作協力） ※UHFアニメ扱い。
- 神霊狩/GHOST HOUND（WOWOW制作） ※『アニたま』番組内で放送
- うるまでが〜まる
- ハロー・ジャガー
- アダムとイヴのホンネ.TV
- ウタ娘→ウタ娘α[71]
- オサレガール[71]
- むすたま[71]
- ミュージック☆エクスプレス（ミュージックジャパンTV制作）[72][73]
- お〜でぃえんすV→あッぴ〜るＸ
- 未来定番曲〜Future Standard〜
- GOLF武勇伝（GMAジャパン制作）
- イージーフィッシング（土曜 11:00 - 11:30に放送されていた。放送局の制作ではなく、制作会社は不明）
- 戦国炒飯TV 〜なんとなく歴史が学べる映像〜
- 千原ジュニアの映画製作委員会（日活制作）
- ずっとずっと青春だぁ^^!
- ご当地ラーメン探訪
- イケメンZ（水曜1:00 - 1:30（火曜深夜））
- 林家正蔵の今日も四時から飲み（火曜 20:30 - 21:00、旅チャンネル制作）
- NON STYLE井上のバズらせJAPAN（金曜 1:30 - 2:00（木曜深夜））
- 中西圭三の朝ぶら散歩（火曜 20:30 - 21:00）
- 旅猫ロマン（水曜 21:00 - 21:30）
- 昔の男（金曜 10:30 - 11:25）
- クイーン オブ アイドル’s（火曜0:30 - 1:00（月曜深夜））
- 牡丹と薔薇（木曜 10:30 - 11:25）
- 時代劇アワー・破れ傘刀舟 悪人狩り（月曜 - 金曜 15:05 - 16:00）
- 時代劇アワー・八百八町夢日記（月曜 - 金曜 15:05 - 16:00）
- 下北沢STATION （金曜 0:30 - 1:00（木曜深夜））
- 時代劇アワー・八百八町夢日記2（月曜 - 金曜 15:05 - 16:00）
- 男女7人秋物語（月曜 19:00 - 19:55）
- 悲しくて、愛（月曜 - 木曜 12:30 - 13:30）
- 福寿草（月曜 - 金曜 14:00 - 14:30）
- 運命のキスをお願い!（月曜 10:30 - 11:25）
- キム秘書はいったい、なぜ?（火曜 10:30 - 11:25）
- 会社行きたくない（水曜 10:30 - 11:25）
- ニュース&ウェザー（月曜 - 金曜 11:55 - 12:00）[注 50]
- 時代劇アワー・松平右近事件帳（月曜 - 金曜 15:05 - 16:00）[74]
- 時代劇アワー・「新・松平右近」（月曜 - 金曜 15:05 - 16:00）
- 俺たちの旅（木曜 19:00 - 20:00）
- BOSSのプレゼン（日曜 23:00 - 23:30）
- 野上こうじと藍ようこの歌謡音楽館（水曜 6:25 - 6:55）
- 時代劇アワー・「荒野の用心棒」（月曜 - 金曜 15:05 - 16:00）
- 小桜舞子とサイリンの歌の彩は（金曜 6:30 - 6:45）（2023年1月6日 - ）[75]
- 時代劇アワー・「月影兵庫あばれ旅」（月曜 - 金曜 15:05 - 16:00）
- 時代劇アワー・「隠し目付参上」（月曜 - 金曜 15:05 - 16:00）
- 追撃者～逆局～（月曜 10:30 - 11:25）
- 七日の王妃（火曜 10:30 - 11:25）
- 復讐せよ～あなたの恨み晴らします～（水曜 10:30 - 11:25）
- 階伯（ケベク）（月曜 - 木曜 12:30 - 13:30）
- 最後まで愛（月曜 - 金曜 14:00 - 14:30）
- ラストダンス（木曜 10:30 - 11:25）※2話ずつ放送
- スーパー戦隊シリーズ（土曜 13:30 - 14:00[注 51]）
  - 手裏剣戦隊ニンニンジャー
  - 動物戦隊ジュウオウジャー
  - 宇宙戦隊キュウレンジャー
  - 快盗戦隊ルパンレンジャーVS警察戦隊パトレンジャー
  - 騎士竜戦隊リュウソウジャー
  - 魔進戦隊キラメイジャー
  - 機界戦隊ゼンカイジャー
- 仮面ライダーシリーズ（日曜 11:30 - 12:00[注 52]）
  - 仮面ライダードライブ
  - 仮面ライダーゴースト
  - 仮面ライダーエグゼイド
  - 仮面ライダービルド
  - 仮面ライダージオウ
  - 仮面ライダーゼロワン
  - 仮面ライダーセイバー
  - 仮面ライダーリバイス
- 目からうろこ（日曜 8:20 - 8:29、アライブ・キリスト教会制作）[76]
- ソルトフィッシングパラダイスTV（日曜 21:30 - 22:00）
- 杉浦太陽のイチオシ！めちゃ旨！手抜きごはん（日曜 17:00 - 17:15）

## 歴代社長
- 山中要作（元埼玉県副知事）
- 角井信（元埼玉県知事特別秘書、埼玉県企画財政部長）
- 星野重弘（元埼玉県総務部次長、企業局次長・管理部長）
- 村上巌（元毎日新聞常務）
- 山根卓二（元産経新聞常務）
- 中根憲一
- 岩崎勝義
- 平本一郎
- 川原泰博[77]

## アナウンサー
現在、同局には社員（契約含む）のアナウンサーはおらず、すべて外部の芸能事務所などから、一定期間の専属契約を結んだフリーランスのアナウンサーを、テレビ埼玉嘱託として迎え入れている。ほぼ毎年変更がある。

### 現在
女性
- 塚田舞（2023年4月[79] - 、元鹿児島読売テレビ）
- 野口美和（2023年4月[80] - 、元東北放送）
- 前村里菜（2024年4月[81] - 、元テレビ山梨リポーター、元FM FUJIパーソナリティ）
- 亀谷渉子（2024年4月[82] - 、元NHK青森、NHK宇都宮）
- 佐々木真奈美（2025年4月[83][84] - 元山形テレビ）

※男性は2024年4月現在在籍なしのため、外部のフリーアナウンサーとの番組個別契約になる。

### 退社

#### 男性
- 上野晃（元テレビ和歌山、1980年 - 1998年3月、元アナウンス部長、現在もスポーツ実況を担当）
- 小川真人（元鹿児島テレビ、1979年 - 1982年、退社後は熊本県民テレビ→フリー）
- 佐貫洋一（元福島中央テレビ、1983年4月 - 2004年3月）
- 吉岡秀樹（記者として在籍。現山梨放送）

#### 女性
- 武井千恵子（元ミヤギテレビ、1979年 - 1990年）
- 吉沢直美（元テレビ信州）

#### 契約

##### 男性
- 定本正志（2004年4月 - 2005年3月、元広島ホームテレビ）
- 渡辺一宏（2005年4月 - 2009年3月、元北日本放送）
- 吉崎仁康（2008年4月 - 2010年3月、元長野放送）
- 宮本賢一（2010年4月 - 2012年3月、元山形テレビ）
- 梅中悠介（2010年4月 - 2013年3月、元大分朝日放送→新潟総合テレビ）
- 波多江良一（2013年4月 - 2016年3月、元富山テレビ→群馬テレビ）
- 鈴木崇広（2016年4月 - 2018年3月、元NHK）

##### 女性
- 坂井仁美（1993年4月 - 1997年3月、元静岡県民放送）
- 石川紀子（1997年10月 - 2000年3月 元山口放送）[85]
- 古沢真紀（? – 1998年8月、元石川テレビ）
- 柳下詩織（元ホール・オブ・ホールズ（清里高原オルゴール博物館）学芸員→エフエム富士→青森テレビ、1999年10月 - 2000年9月、チューリップテレビ→現在カルチャー講座講師）
- 重信香織（元NHK鹿児島放送局→朝日ニュースター、1999年10月 - 2003年3月、日経CNBC→現在フリー）
- 岡田紀子（2000年4月 - 2001年3月）
- 青江康子（2000年10月 - 2002年9月、元NHK大阪放送局ラジオパーソナリティ→NHKラジオセンターリポーター。契約終了後、南日本放送→現在フリー）
- 小林智（2001年4月 - 2003年3月、元TXN九州）
- 荒舩美栄（2002年10月 - 2005年3月、元中国放送。契約終了後、タレント→イベント会社でのタレントキャスティング担当→芸能事務所「ビーラパン」代表）
- 大越洋子（2003年4月 - 2004年3月、会社員→NHK秋田放送局→新潟テレビ21）
- 谷口智子（2003年4月 - 2004年3月）
- 川尻友紀子（2005年4月 - 2005年10月、元東北放送）
- 國友真由美（2004年4月 - 2006年3月、元「ピンポン!」（TBS）の現場リポーター）
- 大塚美幸（2005年11月 - 2006年3月）
- 中野知美（2006年4月 - 2007年3月）
- 亀井薫（2005年4月 - 2008年3月、元青森放送、現在フリー）
- 外山麻衣（2006年4月 - 2008年3月、元テレビ新潟）
- 福原奈見（2007年4月 - 2010年3月、元NHK札幌放送局）
- 清水由美（2008年4月 - 2008年5月、元名古屋テレビ）
- 桧垣理奈（2008年4月 - 2010年3月、元あいテレビ）
- 小田正実（2008年6月 - 2011年3月、元秋田朝日放送）
- 佐藤友紀（2010年4月 - 2012年3月、元NHK札幌放送局→信越放送）
- 田所由妃（2010年4月 - 2012年3月、元NHK鹿児島放送局→北海道テレビ放送）
- 小室早弥香（2011年4月 - 2014年3月、元瀬戸内海放送）
- 山田香菜子（2012年4月 - 2015年4月、元山口朝日放送）
- 村山千代（2014年4月 - 2015年3月、元新潟総合テレビ）
- 二階堂絵美（2012年4月 - 2016年3月、元福島放送→NACK5）
- 佐藤美樹（2015年4月 - 2016年3月、元NHK前橋放送局）
- 中島そよか（2014年4月 - 2017年3月、元山梨放送→WOWOW）
- 早川茉希（2015年4月 - 2018年3月、元瀬戸内海放送）
- 手島千尋（2016年4月 - 2018年3月、元秋田朝日放送→新潟放送、契約終了後、フリー→現在エフエム東京）
- 野牛あかね（2017年4月 - 2018年3月、元岩手めんこいテレビ→テレビ山梨）
- 岸田彩加（2018年4月 - 2019年3月、元NHK室蘭放送局→北海道テレビ放送）
- 落合由佳（2018年4月 - 2020年3月、元青森朝日放送）
- 山崎彩紗（2018年4月 - 2020年3月、元山口朝日放送）
- 荒木優里（2017年4月 - 2022年3月、元瀬戸内海放送）
- 平川沙英（2019年4月 - 2022年3月 、元NHK福島放送局）
- 宮田愛子（2020年4月 - 2022年3月 、元札幌テレビ放送[注 53]）※2021年6月より産休[86]
- 菅久瑛麻（2020年4月 -  2023年3月、元チューリップテレビ）[87][88]
- 望月麗奈（2022年4月 -  2023年3月、元信越放送）[89]
- 出口朋香（2022年4月 - 2024年3月、元テレビユー福島）[90]
- 塩原桜（2018年4月 - 2024年3月、元山形テレビ）[91]
- 山崎薫子（2022年4月 - 2025年3月、元テレビ山梨、現在はBS10アナウンサー）[92]

## 関連会社
- TAP
- U-net
- A-ON
- テレビ埼玉クリエイティブ
  - 元は番組制作会社・テレビ埼玉プランニングと、音楽・文化公演プロデュースのテレビ埼玉ミュージックだったが、2021年4月に合併した[93]。
- ビーコム